# Semicytherura quadridentata
Semicytherura quadridentata is een mosselkreeftjessoort uit de familie van de Cytheruridae. De wetenschappelijke naam van de soort is voor het eerst geldig gepubliceerd in 1953 door Hartmann.